# 社會民主黨 (捷克)
社會民主黨（捷克語：Sociální demokracie），簡稱社民黨（SOCDEM），是捷克的一個社會民主主義政黨。

## 历史
在2002年的選舉中，社民黨獲得眾議院200席中的70席，並與基督教民主聯盟—捷克斯洛伐克人民黨、自由联盟—民主联盟組成執政聯盟，由當時社民黨主席弗拉迪米爾·什皮德拉出任捷克總理。弗拉迪米爾·什皮德拉在2004年宣布辭職。
在2006年6月2日到3日的選舉中，社民黨贏得了32.3%的得票率，拿下眾議院74個席位。這場選舉最初造成右派政黨（包括綠黨）和左派政黨之間的政治僵局，分別擁有100席。最後由於社民黨兩位議員米洛什·梅尔查克與米哈尔·波汉卡在信任投票時棄權，打破政治僵局，讓公民民主黨、基督教民主聯盟—捷克斯洛伐克人民黨和綠黨組成執政聯盟。社民黨因此成為在野黨。
在2010年5月28日至29日的選舉中，社民黨贏得22.08%的得票率，獲得眾議院56個席位並保持第一大黨的位置。但由於組建政府失敗，三個中右政黨公民民主黨、公共事务和TOP 09以118席的優勢獲得了組閣權。議會第二大黨领袖彼得·內恰斯就任新一屆總理。社民黨依舊成為公民民主黨政府的反對黨。
在2013年大選中，依然是议会最大黨，並形成與民粹主義的是的2011和中间派的基督教民主联盟—捷克斯洛伐克人民党組成的执政联盟。
在2017年大選中，席位驟降至15席。在2021年大選中，获得4.7%的选票，没有取得任何议席，这也是该党历史上最糟糕的选举成绩。
2025年7月17日，该党加入捷克和摩拉维亚共产党领导的“够了！”联盟；部分重要成员对此不满，并退党。

## 名称
奥匈帝国：
- 1878年—1893年：捷克斯拉夫人社會民主黨（一度隸屬奥地利社会民主工党）
- 1893年—1918年：捷克斯拉夫人社會民主工黨

 捷克斯洛伐克：
- 1918年—1938年：捷克斯洛伐克社會民主工黨
- 1938年—1941年：民族劳动党（英语：National Labour Party (Czechoslovakia, 1938)）（由捷克斯洛伐克社會民主工黨和捷克民族社会党左翼合并而成）
- 1945年—1948年：捷克斯洛伐克社會民主黨
- 1948年—1989年：捷克斯洛伐克社會民主黨（并入捷克斯洛伐克共產黨，但存在一个总部设在英国倫敦的同名流亡政党）
- 1990年—1993年：捷克斯洛伐克社會民主黨

 捷克：
- 1993年—2023年：捷克社會民主黨
- 2023年至今：社会民主党

## 選舉結果
- 1920年國民大會選舉：25.7% - 74席
- 1925年國民大會選舉：8.9% - 29席
- 1929年國民大會選舉：13% - 39席
- 1935年國民大會選舉：12.6% - 38席
- 1946年國民大會選舉：12.1%（15.6%） - 37席

#### 1990年後
- 1990年捷克民族議會選舉：4.1% - 無
- 1992年捷克民族議會選舉：6.5% - 16席
- 1996年參議院選舉：25席（全參議院選舉，之後每次只改選三分之一）
- 1998年參議院選舉：3席
- 2000年參議院選舉：1席
- 2002年參議院選舉：7席
- 2004年參議院選舉：無
- 2006年參議院選舉：6席

| 年   | 得票      | 得票 | 席次     | 席次 | 執政                 |
| 年   | #         | %    | #        | ±    | 執政                 |
| ---- | --------- | ---- | -------- | ---- | -------------------- |
| 1996 | 1,602,250 | 26.4 | 61 / 200 | ▲ 45 | 外部支持             |
| 1998 | 1,928,660 | 32.3 | 74 / 200 | ▲ 13 | 少數派政府           |
| 2002 | 1,440,279 | 30.2 | 70 / 200 | ▼ 4  | 聯合政府             |
| 2006 | 1,728,827 | 32.3 | 74 / 200 | ▲ 4  | 反對黨 (2006–2009)   |
| 2006 | 1,728,827 | 32.3 | 74 / 200 | ▲ 4  | 聯合政府 (2009–2010) |
| 2010 | 1,155,267 | 22.1 | 56 / 200 | ▼ 18 | 反對黨               |
| 2013 | 1,016,829 | 20.5 | 50 / 200 | ▼ 6  | 聯合政府             |
| 2017 | 368,347   | 7.3  | 15 / 200 | ▼ 35 | 反對黨 (2017–2018)   |
| 2017 | 368,347   | 7.3  | 15 / 200 | ▼ 35 | 聯合政府 (2018–2021) |
| 2021 | 250,397   | 4.7  | 0 / 200  | ▼ 15 | 議會外               |

| 年   | 得票    | 得票率（%） | 席次   | 排名 |
| ---- | ------- | ----------- | ------ | ---- |
| 2004 | 204,903 | 8.78        | 2 / 25 | 第5  |
| 2009 | 528,132 | 22.39       | 7 / 22 | 第2  |
| 2014 | 214,800 | 14.17       | 4 / 21 | 第3  |
| 2019 | 93,664  | 3.95        | 0 / 21 | 第8  |

## 历任主席

### 捷克斯拉夫人社會民主工黨
- Antonín Němec (1904-1915)
- Bohumír Šmeral（1916-1917）

### 捷克斯洛伐克社會民主工黨
- Antonín Němec（1917-1925）
- Antonín Hampl（1925-1938）

### 捷克斯洛伐克社會民主黨
- 兹德涅克·费林格（1945-1947）
- Bohumil Laušman（1947-1948）

### 捷克斯洛伐克社會民主黨（流亡）
- Blažej Vilím（1948）
- Václav Majer（1948-1972）
- Vilém Bernard（1972-1989）
- Karel Hrubý

### 捷克斯洛伐克社會民主黨
- Jiří Horák（1989 - 1993）

### 捷克社會民主黨
- 米洛什·泽曼（1993年2月28日 - 2001年4月）
- 弗拉迪米爾·什皮德拉（2001年4月 - 2004年6月26日）
- 斯坦尼斯拉夫·格羅斯（2004年6月26日 - 2005年4月26日）
  - 博胡斯拉夫·索博特卡（代理，2005 - 2006）
- 伊日·帕劳贝克（2006 - 2010）